# نيل ريتشي
```
نيل ريتشي
 
(
بالإنجليزية
: 
Neil Ritchie
)‏
 ولد في 29 يوليو 1897 وتوفي في 11 ديسمبر 1983، قائد بريطاني من 
الحرب العالمية الثانية
.
[
2
]
[
3
]
[
4
]
```

## مسيرته العسكرية
- في نوفمبر 1941 عُيّن ريتشي قائداً للجيش الثامن البريطاني أثناء تنفيذ عملية الصليبي الهادفة إلى طرد قوات المحور من ليبيا، ونجحت القوات البريطانية في التقدم حتى مرسى البريقة.
- لكن في 21 يناير 1942 شنّ القائد الألماني إيرون رومل هجومه الجديد عبر برقة مما اضطر ريتشي لسحب قواته، وتقدمت قوات رومل حتى التميمي، وتوقفت هناك.
- في 26 مايو 1942 استأنف رومل هجومه الذي عُرف لاحقاً باسم معركة عين الغزالة وألحق الهزيمة بالجيش الثامن بعد معركة دامية، واستولى على طبرق في 21 يونيو، وأثناء تقدم رومل إلى مرسى مطروح قرر القائد البريطاني كلود أوكنلك ، قائد القوات البريطانية في الشرق الأوسط ، عزل ريتشي من قيادة الجيش الثامن في 25 يوينو، وقام بتولي مهمة قيادته بنفسه.
- شارك ريتشي بعد ذلك قائداً لإحدى الفيالق في حملة فرنسا في سنتي 1944-1945 تحت قيادة القائد الشهير برنارد مونتغمري.
- توفي ريتشي في تورنتو في كندا عام 1983.